# Harry Tierney
Harry Austin Tierney (Perth Amboy, 21 mei 1890 – New York, 22 maart 1965) was een Amerikaans componist en pianist.

## Levensloop
Zijn eerste muziekles kreeg Tierney van zijn moeder, een pianiste. Zijn vader was een trompettist in een van de symfonieorkesten van New York. Tierney studeerde aan het toenmalige Virgil Conservatory of Music in New York bij Nicholas Morrissey. Na zijn studie startte hij met zijn carrière als concertpianist buiten de Verenigde Staten. In 1915 werkte hij voor en muziekuitgave in Londen en in 1918 was hij vaste componist van de Remick muziekuitgave. 
Hij werd beroemd met zijn Broadway producties zoals Irene, The Broadway Whirl, Up She Goes, Kid boots, Ziegfeld Follies, Rio Rita, Everything, A Royal Vagabond en Cross My Heart. Verder schreef hij liederen voor revues zoals Afgar, Follow Me en de Ziegfeld Follies uit 1919 en 1920. 
In 1931 vertrok hij naar Hollywood, waar hij muziek voor films schreef. 

## Composities

### Werken voor harmonieorkest
- 1926 Ouverture tot het musical "Rio Rita"
- 1926 Selectie van bekende melodieën uit het musical "Rio Rita"
- 1927 Rio Rita, voor sopraan en harmonieorkest

### Muziektheater

#### Operettes
- Omar Khayyam
- Beau Brummel,  première in St. Louis

#### Balletten
- Prelude to a Holiday in Hong Kong

#### Musicals
- 1917 What Next? - libretto: Alfred Bryan
- 1918 The Canary
- 1918 Everything - libretto: Joseph McCarthy
- 1919 Irene - libretto: Joseph McCarthy - première: 18 november 1919 in het Vanderbilt Theatre in New York
- 1919 The Royal Vagabond - tekst: Stephen Ivor-Szinney en William Carey Duncan  - première: 17 februari 1919, New York
- 1920 The Night Boat
- 1921 Lilly Dale - libretto: Joseph McCarthy
- 1921 The Broadway Whirl
- 1922 Up She Goes - libretto: Joseph McCarthy
- 1922 Glory - libretto: Joseph McCarthy
- 1923 Ziegfeld Follies of 1923
- 1923 Kid boots - libretto: Joseph McCarthy
- 1926-1927 Rio Rita - libretto: Joseph McCarthy - première: 2 februari 1927 in het Ziegfeld Theatre in New York
- 1928 Cross My Heart - libretto: Joseph McCarthy

#### Revues
- 1916 M-i-s-s-i-s-s-i-p-p-i - libretto: Bert Hanlon en Benny Ryan
- 1916 The Passing Show - tekst: Alfred Bryan
- 1916 Betty - libretto: William Jerome
- 1916 Follow Me
- 1917 Miss 1917
- 1919 Ziegfeld Follies of 1919
- 1920 Ziegfeld Follies of 1920
- 1920 Afgar - tekst: Joseph McCarthy

### Liederen
- King of the Maniac Band
- Pass Along
- Just For Tonight

### Werken voor piano
- Black Canary
- Crimson Rambler
- Dingle Pop Hop
- Fanatic rag
- Fleur De Lis

### Filmmuziek
- 1930 Dixiana
- 1930 Half Shot at Sunrise
- 1931 Traveling Husbands
- 1932 Come on Danger!
- 1932 Westward Passage
- 1939 Panama Lady
- 1939 The Girl from Mexico
- 1939 The Girl and the Gambler